# Ephrata (Suriname)
Ephrata, ook Ephráta (met accent) en Station St. Ephrata, was een plaats in het ressort Bakkie in Commewijne in Suriname. Als suikerplantage kende Ephrata ook de naam Lemmerskamp.
Ephrata was in de eerste helft van de 19e eeuw 2.270 tot 2.458 akkers groot. De eerste registratie van Ephrata is van 20 november 1708. De naam Ephrata leeft voort als de achternaam "Van Ephrata" van Boni-marrons.
Eind 19e en begin 20e eeuw was Ephrata een halte ('station') op de bootlijndienst vanaf Paramaribo. Ephrata was de hoofdplaats van het district Boven-Cottica en na de districtsherindeling van Commewijne.
Eind 18e eeuw waren hier detachementen van de marechaussee gevestigd.